# Фонсека, Эрмес Родригеш да
Э́рмес Родри́геш да Фонсе́ка (порт. Hermes Rodrigues da Fonseca; 12 мая 1855, Сан-Габриел, Риу-Гранди-ду-Сул, Бразильская империя — 9 сентября 1923, Петрополис, Рио-де-Жанейро, Бразилия) — бразильский военный и государственный деятель, маршал, восьмой президент Бразилии (1910—1914). Племянник первого президента Бразилии Деодору да Фонсеки.

## Учёба и начало карьеры
Родился в знатной семье в городе Сан-Габриел в штате Риу-Гранди-ду-Сул. В 1871 году поступил в Военную академию, где слушал лекции реформаторски настроенного подполковника Бенжамина Констана и попал под влияние республиканцев.
В 1889 году поддержал переворот, организованный его дядей, маршалом Деодору да Фонсекой, в результате которого была провозглашена республика. В 1893 году выступал в защиту правительства Флориану Пейшоту во время восстания на флоте.
В 1906 году был назначен военным министром в правительстве Афонсу Пены. Именно при Фонсеке в Бразилии была введена обязательная воинская повинность.

## На посту президента
В 1910 году выставил свою кандидатуру на выборы президента и одержал победу, опередив своего соперника Руя Барбозу. Таким образом, после длительного перерыва, у власти в Бразилии вновь оказался военный. Причиной успеха Фонсеки стало недовольство населения «политикой кофе с молоком», из-за которой с 1894 года пост президента находился под монопольным контролем штатов Сан-Паулу и Минас-Жерайс.
Правительству Фонсеки удалось многое сделать для экономического развития Бразилии: практически вдвое расширилась сеть железных дорог, появились предприятия отечественной бразильской промышленности. В годы его правления в страну прибыло около полумиллиона иммигрантов.
Также на посту президента прославился жёстким подавлением народных выступлений. Одним из таких восстаний стал бунт на флоте в ноябре 1910 года. Причиной восстания стало жестокое обращение офицеров с матросами. Во главе восставших встал негр Жуан Кандиду. Матросам, протестовавшим против телесных наказаний, удалось захватить несколько боевых кораблей. Столица страны, город Рио-де-Жанейро, оказалась под угрозой бомбардировки. Правительство Фонсеки было вынуждено пообещать отменить телесные наказания и предоставить восставшим амнистию. Но вскоре, в нарушение всех обещаний, участники восстания были подвергнуты жестоким репрессиям.

## Дальнейшая судьба
После ухода с поста президента был избран в Сенат Бразилии от штата Риу-Гранди-ду-Сул, однако отказался занять сенаторское кресло из-за убийства сенатора Пиньейру Машаду в сентябре 1915 года. После этого Фонсека путешествовал по Европе, несколько лет жил в Швейцарии и вернулся на родину только в 1920 году.
В 1921 году был избран председателем Совета военных (порт. Clube Militar). В это время в стране началась предвыборная президентская кампания, в разгар которой были опубликованы письма за подписью одного из кандидатов в президенты, Артура Бернардиса, в которых содержались серьёзные оскорбления в адрес бразильской армии и лично Фонсеки, который был назван «несдержанным сержантом». Эти письма вызвали широкое возмущение и привели к тому, что Совет военных принял манифест, в котором заявил, что откажется признать Бернардиса президентом в случае его победы на выборах.
Позже произошёл инцидент, связанный с выборами губернатора штата Пернамбуку: президент Бразилии Эпитасиу Песоа предпринял попытку использовать находившиеся в штате федеральные войска для обеспечения победы своего ставленника. Узнав об этом, Фонсека отправил командующему военным округом в Ресифи телеграмму с призывом не подчиняться приказам президента и не вмешиваться в политические интриги. В ответ на это по приказу Песоа был арестован, а Совет военных закрыт.
Через шесть месяцев был освобождён из под стражи, после чего удалился в Петрополис, где и умер 9 сентября 1923 года.